# عيسى لوباني
عيسى لوباني (1926-1999) هو كاتب وشاعر فلسطيني، ولد في قرية المجيدل وأنهى دراسته الثانوية في الناصرة، حاصل على البكالوريوس والماجستير في الأدب العربي من جامعة تل أبيب في السبعينيات. حاصل على جائزة التفرغ عام 1996 التي تمنحها وزارة المعارف سنوياً لخمسة من المبدعين العرب.

## حياته
نزح مع عائلته إلى الناصرة خلال أحداث النكبة عام 1948، ثم عمل في مجال التدريس بعد حصوله على إجازة من دار المعلمين في يافا، بعد مشاركته في مهرجان الشعر بالناصرة وإلقائه لقصيدة عن قريته التي نسفها اليهود بعنوان "الحرية المسجونة"، اعتقلته قوات الاحتلال وتم عزله وفصله من وظيفته وكان أول مدرس يفصل من عمله في تاريخ الاحتلال عام 1958. كان عيسى عضو فعال في الحزب الشيوعي، في أواخر الخمسينيات وخدم كسكرتير لإتحاد الكتاب ثم وُضع تحت الإقامة الجبرية في الستينات، كما عمل في مجال الصحافة وشغل منصب عضو هيئة إدارة مجلة الجديد الصادرة في حيفا، ثم إشترك في إدارة المكتبة الشعبية بالناصرة، وبعدها افتتح مكتبة الشعوب عام1987، وبقي يعمل مستقلًا في بيع ونشر الكتب حتى تقاعد.

## حياته الأدبية
بدأ اللوباني بكتابة الشعر في أوائل الأربعينيات حيث وجد في الشعر طريقاً يصف فيه معاناته هو وعائلته بعد تهجيرهم، كان ينشره موقعاً باسمه الحقيقي أو بتوقيع (ابن القرية). بعد عام النكبة عمل على بعث الحركة الثقافية المحلية فهو أحد أعمدة هذه الحركة بعطائه المتشعب، كان من مؤسسي "رابطة الأدباء والمثقفين العرب" مع مجموعة من الأصدقاء ومنهم: راشد حسين وحبيب قهوجي وشكيب جهشان وحنا أبو حنا ومصطفى مرار.
ترجم العديد من القصص عن اللغتين العبرية والإنجليزية، نشر إنتاجه الأدبي من قصص قصيرة وروايات ومقالات في (الإتحاد والجديد) بأوائل السبعينات، فكان مهتم بالأدب العبري والعالمي، فقد ترجم بعض قصص الكاتب العبري شالوم عليخم، وترجم قصة (ذبابة الفرس) عن الإنجليزية، وتُرجِمت بعض قصائده إلى الروسية والإنجليزية. بقيت العديد من أعماله حبيست الورق لم ينشرها، مثل قصص قصيرة منها: الملجأ والسقوط الأخير والنسور تسقط ميتة وحسان والليلة المشؤومة، وقصائد مثل: الحرية المسجونة وغرناطة نبع الدموع.

## أعماله
له العديد من الأعمال الأدبية أهمها:
| الرقم | عنوان العمل الأدبي                          | صنفه          | جهة الإصدار                      | تاريخ الإصدار |
| ----- | ------------------------------------------- | ------------- | -------------------------------- | ------------- |
| 1     | أحلام حائر                                  | ديوان شعر     | مطبعة الحكيم في الناصرة          | 1954          |
| 2     | رسائل في العشق والعشاق القسم الأول (السقوط) | رواية         | مكتبة كل شيء في حيفا             | 1993          |
| 3     | رسائل في العشق والعشاق القسم الثاني (القلق) | رواية         | الحكيم للطباعة والنشر في حيفا    | 1994          |
| 4     | أم الخير                                    | إيقاعات       | مطبعة النهضة في الناصرة          | 1994          |
| 6     | وجع القلب                                   | متتالية قصصية | الحكيم للطباعة والنشر في الناصرة | 1994          |
| 5     | شمس وقمر                                    | رواية         | الحكيم للطباعة والنشر في حيفا    | 1995          |

## قصيدة الحرية المسجونة
جزء من القصيدة:
أنا سجين في إطار من ورق
ملون لكنه حديد
والنير على عنقي يحرمني الطعام والشراب
حريتي معلقة على حبال مشنقة
خيوطها كلام من شفتي إنسان
لا شيء فيه يشبه الإنسان
كلامه منزل بلفظة سجان
كأنه التوراة أو أي من القرآن
يحرمني زيارة الجيران
والبحث عن أرغفة لإخوتي الصغار